# Hooksett
Hooksett és una població dels Estats Units a l'estat de Nou Hampshire. Segons el cens del 2000 tenia 11.721 habitants.

## Demografia
Segons el cens del 2000, Hooksett tenia 11.721 habitants, 4.147 habitatges, i 3.031 famílies. La densitat de població era de 124,9 habitants per km².
Dels 4.147 habitatges en un 36,2% hi vivien nens de menys de 18 anys, en un 60,6% hi vivien parelles casades, en un 0% dones solteres, i en un 26,9% no eren unitats familiars. En el 19,6% dels habitatges hi vivien persones soles el 6,7% de les quals corresponia a persones de 65 anys o més que vivien soles. El nombre mitjà de persones vivint en cada habitatge era de 2,63 i el nombre mitjà de persones que vivien en cada família era de 3,04.
Per edats la població es repartia de la següent manera: un 24,3% tenia menys de 18 anys, un 12,2% entre 18 i 24, un 32,1% entre 25 i 44, un 22,3% de 45 a 60 i un 9,1% 65 anys o més.
L'edat mediana era de 35 anys. Per cada 100 dones de 18 o més anys hi havia 97,7 homes.
La renda mediana per habitatge era de 61.491$ i la renda mediana per família de 68.673$. Els homes tenien una renda mediana de 43.524$ mentre que les dones 31.341$. La renda per capita de la població era de 24.629$. Entorn del 3,2% de les famílies i el 4% de la població estaven per davall del llindar de pobresa.